# Evaristo Porras
Evaristo Porras Ardila (Florencia, 10 de abril de 1948-Bogotá, 3 de marzo de 2010) conocido también como Papá Doc fue un narcotraficante colombiano.
Considerado como uno de los líderes y socios de Cartel de Medellín liderado por Pablo Escobar.
Tuvo una gran influencia en Leticia. Se sospecha que Porras fue el jefe del sindicato del crimen organizado del Cartel Leticia-Tabatinga o Cartel de Amazonas.

## Biografía
Se hizo famoso en 1984, cuando acusó al ministro Rodrigo Lara Bonilla de haber recibido un cheque por un millón de pesos girado de su parte. Lara Bonilla demostró que todo se trataba de un montaje para desviar la atención de la campaña moralizadora del gobierno contra los narcotraficantes. Varios años más tarde, Porras nuevamente estuvo involucrado en otro escándalo político, cuando se supo que estuvo presente en una reunión política en la que también participaron los políticos Rodrigo Turbay Cote y Jorge Eduardo Gechem. Esto hizo que estos dos políticos fueran expulsados del Partido Liberal Colombiano.

## Capturas y muerte
Fue detenido por primera vez en 1978, pero pudo escapar fingiendo estar enfermo. El día de su captura, él, ayudado por su abogado y socio Vladimiro Montesinos, escapó de la prisión Daniel Carrión en el puerto peruano de Callao, diciendo que tenía apendicitis. Después de su captura en Perú, buscó refugio allí y posteriormente saldría a dirigir su negocio en Medellín o San Andrés, ciudades donde tenía propiedades. En Medellín sería capturado por segunda vez en mayo de 1984, en una de las operaciones desplegadas por la Policía colombiana luego de la muerte de Lara Bonilla, pero fue liberado porque solo pudo ser acusado de porte ilegal de armas, delito que era excarcelable.
En enero de 1987, en el Hotel Bahía Marina ubicado en San Andrés, fue atrapado por tercera ocasión, en uno de los allanamientos desplegados por la policía colombiana luego de la muerte de Guillermo Cano Isaza, pero un juez militar lo liberó poco después. Volvió a Leticia y, en octubre de 1989, volvería a ser capturado en Ecuador y deportado a Colombia. Al llegar a Bogotá, tenía vestigios de haberse sometido a una cirugía plástica y usaba lentes de contacto para cambiar el color de sus ojos. Fue liberado poco después.
El 15 de diciembre de 1995, fue capturado por quinta y última vez, teniendo para entonces los primeros síntomas del síndrome de Parkinson. Para ese momento se encontraba con dificultad notoria para caminar y sin los usuales guardaespaldas que formaban su escolta personal. Esta captura significaría la caída definitiva de uno de los imperios de los narcotraficantes colombianos más conocidos; no solo era conocido por sus propiedades excéntricas, como un burdel de lujo en medio de la jungla, sino también por sus incursiones en la política. 
Porras murió por infarto agudo de miocardio el 3 de marzo de 2010, solo y sin dinero. En el momento de su muerte, estaba involucrado en una batalla legal contra el estado colombiano, tratando de recuperar algunos de los bienes que le habían sido expropiados bajo la figura de extinción de dominio en Bogotá y Leticia.